# Billy Hughes
William Morris Hughes, detto Billy (Londra, 25 settembre 1862 – Sydney, 28 ottobre 1952), è stato un politico australiano.
Nato a Londra da famiglia di origine gallese, settimo premier australiano, detiene il record di presenza parlamentare ed è stato il più colorito, trasformista e anomalo politico della storia australiana; nei 51 anni di vita parlamentare, è stato espulso da tre differenti partiti.

## I primi anni
Il padre di Hughes era un carpentiere alla Camera dei Lord. Hughes si stabilì a Llandudno, nel Galles, dove passava il tempo con i parenti nel borgo rurale di Montgomeryshire, acquisendo un fluente accento gallese. All'età di 14 anni ritornò a Londra e studiò con un precettore. Giunto in Australia nel 1884 lavorò come manovale e cuoco. Nel 1886 aprì a Sydney una libreria e si unì alla lega dei socialisti, divenendo un oratore; nel 1893 divenne un organizzatore dell'Unione di Lavoratori Australiani e si iscrisse nel nuovo partito laburista australiano.

## La vita parlamentare
Nel 1894 Hughes fu eletto nelle file laburiste al parlamento del Nuovo Galles del Sud e contemporaneamente conquistò la carica di segretario del sindacato dei lavoratori portuali. Nel 1900 divenne il primo presidente dell'Unione dei Lavoratori di Waterside. L'intensa attività politica e sindacale non impedì a Hughes di studiare legge e di diventare, nel 1903, avvocato. A differenza della maggior parte dei suoi colleghi di partito fu un forte sostenitore della Federazione Australiana e nel 1901 fu eletto nel primo parlamento australiano.
Dal 27 aprile al 18 agosto del 1904 Hughes guidò il Ministero degli Esteri nel governo laburista di Chris Watson. Ministro della Giustizia nei tre governi laburisti di Andrew Fisher, Hughes fu il vero cervello politico del partito laburista del quale voleva conquistare la leadership. Ma la sua cronica dispepsia, i suoi modi aspri e il suo volatile temperamento gli resero difficile raggiungere la sua meta, meta che conquistò quando nell'ottobre del 1915 ereditò da Fisher la guida del partito e del governo.

## La crisi della coscrizione
Hughes fu un forte sostenitore della partecipazione alla prima guerra mondiale e nel 1916, dopo una visita in Gran Bretagna, si convinse della necessità dell'introduzione della leva obbligatoria per rendere efficace il contributo australiano allo sforzo bellico. La vasta maggioranza dei laburisti, che comprendeva l'ala cattolica e il sindacato, avversarono fortemente questa riforma e nell'ottobre del 1916, in un plebiscito voluto da Hughes, la popolazione australiana, grazie anche all'attivismo dell'arcivescovo Daniel Mannix respinse la costituzione dell'esercito di leva. 
La sconfitta non fece desistere Hughes dalla sua battaglia, battaglia che divise la nazione e i laburisti i quali, nel novembre del 1916, deliberarono l'espulsione del premier dal partito. Per tutta risposta Hughes fondò il partito nazional laburista, con il quale diede vita a un governo di minoranza, e contemporaneamente negoziò con il partito liberale del Commonwealth di Joseph Cook, di orientamento conservatore, la formazione di un nuovo soggetto politico che prese il nome di partito nazionalista alla testa del quale sconfisse il partito laburista alle elezioni del 1917. Hughes, rinvigorito dal successo elettorale, promosse un nuovo referendum sull'introduzione della coscrizione obbligatoria ma fu nuovamente battuto. Come aveva promesso, a seguito della sconfitta referendaria, rassegnò le dimissioni ma il Governatore Generale, preso atto dell'assenza di alternative politiche, gli conferì l'incarico di formare il nuovo governo.

## Hughes e la conferenza di pace di Parigi
In 1919, Hughes e l'ex premier Joseph Cook si recarono a Londra per preparare la conferenza di pace di Versailles. Hughes soggiornò a Versailles per 16 mesi sino alla firma del trattato di pace; egli chiese che la Germania pagasse forti indennizzi per il conflitto, incontrando la ferma opposizione del Presidente degli Stati Uniti Woodrow Wilson che lo definì un pestifero verme. Riuscì a ottenere il controllo dell'ex colonia tedesca della Nuova Guinea. A dispetto del rigetto da parte della popolazione della coscrizione obbligatoria la popolarità di Hughes crebbe e nel dicembre del 1919 vinse con una maggioranza considerevole le elezioni politiche. Hughes fu il più deciso oppositore dell'inclusione nel trattato di pace della proposta giapponese sull'uguaglianza razziale. La sua visione di un'umanità divisa per tipologie razziali, che rifletteva la mentalità dell'epoca, provocò il risentimento del governo giapponese verso di lui.

## L'eclisse politica
Dopo il 1920 la stella di Hughes cominciò ad appannarsi. Un nuovo partito, il partito agrario, rappresentava lo scontento degli agricoltori per la politica rurale dei nazionalisti. Inoltre molti conservatori, a dispetto della rottura di Hughes con i laburisti, erano convinti che il loro leader intimamente coltivasse degli ideali socialisti. Alle elezioni del 1922 il partito agrario conquistò un buon numero di seggi e chiese, come prezzo per il sostegno a una coalizione di governo guidata dai nazionalisti, le dimissioni di Hughes.
Hughes si dimise nel febbraio del 1923 e gli successe il suo Ministro del Tesoro, Stanley Bruce. Furioso per il tradimento del suo partito, nel 1929 guidò un gruppo di parlamentari ribelli che provocarono la caduta del governo. Questo gesto provocò l'espulsione di Hughes dal Partito nazionalista, da lui fondato, e lo spinse a fondare il partito australiano. Nel 1931, seppellita l'ascia di guerra, fondò con i nazionalisti il partito dell'Australia unita (Uap) che fu guidato da Joseph Lyons.

## La rinascita politica
Nel 1934 Hughes divenne il Ministro della Sanità e del Rimpatrio nel Governo Lyons. Tra il 1934 e il 1941, nei successivi governi presieduti da Lyons e dal suo successore Robert Menzies egli fu nominato Ministro della Marina, dell'Industria e della Giustizia. Dopo la sconfitta dell'UAP nelle elezioni federali del 1940 Menzies si dimise dalla carica di premier e nell'ottobre del 1941 i laburisti di John Curtin formarono il governo. Menzies si dimise anche da leader del UAP, e Hughes, alla venerabile età di 79 anni, divenne il nuovo capo del suo partito. Egli guidò il partito dell'Australia Unita alla sconfitta elettorale del 1943, a seguito della quale rassegnò le dimissioni in favore di Menzies. Quando, per protestare contro la politica del governo laburista, nel febbraio del 1944 l'UAP ritirò la sua delegazione dal consiglio di guerra (si era in pieno secondo conflitto mondiale) Hughes decise di disobbedire e di rientrare in quel consiglio, costringendo il partito a espellerlo.
Nel 1944 decise di aderire al neonato partito liberale australiano, fondato e guidato da Menzies, al cui interno trovarono ospitalità quasi tutti i movimenti di centrodestra. Egli fece parte del parlamento sino alla sua morte nell'ottobre del 1952. È stato l'ultimo membro del primo parlamento del 1901 a rimanere in carica, e per soli 14 mesi non ha conquistato il record di permanenza in Parlamento, primato spettante a King O'Malley. Hughes è stato anche l'ultimo premier australiano nato in Gran Bretagna. Ai funerali di Stato tributati a Hughes nella città di Sydney parteciparono 450 000 persone. Oggi viene ricordato per il suo forte carattere e per la voce stridula. Pur non essendo propriamente un nazionalista, durante il primo conflitto mondiale emerse come un autentico leader di guerra e fu soprannominato il piccolo australiano. È ricordato anche per la sua insolita politica e per la sua abilità diplomatica. L'ammirazione verso Hughes non è condivisa dai laburisti, che lo chiamano "il ratto".

## Cinema
- Nel 1946 ha recitato nel film Smithy, diretto da Ken G. Hall.